# PSM (pistola)
A PSM (Pistolet Samozaryadny Malogabaritny, russo para "pistola autocarregável compacta") foi projetada pelo Tula Design Bureau em 1969 como uma arma de autodefesa para policiais e militares da URSS. A pistola entrou em produção na Usina Mecânica de Izhevsk em 1973.
A PSM é uma arma de fogo operada por blowback com um gatilho de ação dupla e trava de segurança manual montada na corrediça sem um batente de corrediça. Os painéis de empunhadura são feitos de alumínio fino e novo modelo com plástico rígido. A arma é feita de aço.
A PSM foi projetada em torno do cartucho 5,45×18mm recém-desenvolvido, que foi desenvolvido para a arma pelo Instituto Central de Pesquisa de Engenharia Mecânica de Precisão. O cartucho é capaz de penetrar 55 camadas de kevlar em distâncias de engajamento realistas. No entanto, isso é puramente uma consequência de seu núcleo de metal duro e a bala não foi projetada para derrotar blindagens corporais. Este cartucho tem um estojo com gargalo e uma bala com revestimento com ponta Spitzer.
A pistola foi destinada principalmente ao alto comando do exército. No entanto, devido às suas dimensões insignificantes, especialmente sua pequena largura (21 mm contando a trava de segurança), logo se tornou popular entre o pessoal de segurança (KGB) e de aplicação da lei (milítsia). A PSM também foi apreciada por funcionários de alto escalão do Partido Comunista.

## Outras designações
- MPTs (Malokalibernyj Pistolet Tsentralnogo-boya; "Pistola de pequeno calibre, fogo central")

## Variantes
- IZh-75 (ИЖ-75) - um modelo de exportação de .25 ACP.[3]
- IZh-78 (ИЖ-78) - pistola de gás 7,6 mm[4]
- IZh-78-9T (ИЖ-78-9Т) - pistola não letal 9 mm (9mm P.A.K.)

## Operadores
- Armênia[5]
- Azerbaijão[5]
- Bielorrússia[5] - serviço personalizado[6]
- Bulgária[5]
- Geórgia[5]
- Cazaquistão[5] - polícia[7]
- Quirguistão[5]
- Letônia[5]
- Moldávia[5]
- Mongólia[5]
- Rússia[5]
- Tajiquistão[5]
- Turquemenistão[5]
- Ucrânia[5]
- Uzbequistão[5]